# Batalha do Arade
A Batalha do Arade foi uma batalha ocorrida no ano de 966 no Rio Arade. De Lisboa partiram 28 dracares com 2.500 homens para Sul com o objetivo de atacarem e saquearem a cidade de Silves. O califa de Córdova manda a esquadra Omíada para intercetar a esquadra víquingue. A esquadra andalusina ataca os navios viquingues com recurso a projecteis de nafta incandescentes atirados por catapultas, na qual afunda a maioria dos navios e colocando os restantes em fuga. A Batalha do Arade marca o fim definitivo dos ataques dos viquingues ao Alandalus.